# Golden State Warriors 1992-1993
La stagione 1992-93 dei Golden State Warriors fu la 44ª nella NBA per la franchigia.
I Golden State Warriors arrivarono sesti nella Pacific Division della Western Conference con un record di 34-48, non qualificandosi per i play-off.

## Risultati
| Squadra                | V  | P  | %    | GB |
| ---------------------- | -- | -- | ---- | -- |
| Phoenix Suns           | 62 | 20 | 75,6 | -  |
| Seattle SuperSonics    | 55 | 27 | 67,1 | 7  |
| Portland Trail Blazers | 51 | 31 | 62,2 | 11 |
| Los Angeles Clippers   | 41 | 41 | 50,0 | 21 |
| Los Angeles Lakers     | 39 | 43 | 47,6 | 23 |
| Golden State Warriors  | 34 | 48 | 41,5 | 28 |
| Sacramento Kings       | 25 | 57 | 30,5 | 37 |

## Roster
| N° | Naz.                   | Ruolo | Sportivo             | Anno | Alt. | Peso \|\| |
| -- | ---------------------- | ----- | -------------------- | ---- | ---- | --------- |
| 2  | Stati Uniti (bandiera) | G     | Keith Jennings       | 1968 | 170  | 73        |
| 3  | Stati Uniti (bandiera) | GA    | Sean Higgins         | 1968 | 206  | 93        |
| 5  | Stati Uniti (bandiera) | GA    | Paul Pressey         | 1958 | 196  | 84        |
| 10 | Stati Uniti (bandiera) | G     | Tim Hardaway         | 1966 | 183  | 79        |
| 12 | Stati Uniti (bandiera) | A     | Andre Spencer        | 1964 | 198  | 95        |
| 13 | Lituania (bandiera)    | G     | Šarūnas Marčiulionis | 1964 | 196  | 91        |
| 15 | Stati Uniti (bandiera) | G     | Latrell Sprewell     | 1970 | 196  | 86        |
| 17 | Stati Uniti (bandiera) | GA    | Chris Mullin         | 1963 | 198  | 91        |
| 20 | Stati Uniti (bandiera) | A     | Pat Durham           | 1967 | 201  | 95        |
| 21 | Stati Uniti (bandiera) | A     | Byron Houston        | 1969 | 196  | 113       |
| 25 | Stati Uniti (bandiera) | AC    | Chris Gatling        | 1967 | 208  | 100       |
| 30 | Stati Uniti (bandiera) | GA    | Billy Owens          | 1969 | 203  | 100       |
| 32 | Stati Uniti (bandiera) | A     | Tyrone Hill          | 1968 | 206  | 109       |
| 34 | Stati Uniti (bandiera) | GA    | Barry Stevens        | 1963 | 196  | 88        |
| 35 | Stati Uniti (bandiera) | GA    | Jud Buechler         | 1968 | 198  | 100       |
| 44 | Stati Uniti (bandiera) | GA    | Jeff Grayer          | 1965 | 196  | 91        |
| 45 | Stati Uniti (bandiera) | A     | Joe Courtney         | 1969 | 203  | 107       |
| 52 | Stati Uniti (bandiera) | AC    | Victor Alexander     | 1969 | 206  | 120       |
| 53 | Stati Uniti (bandiera) | AC    | Alton Lister         | 1958 | 213  | 109       |
| 55 | Stati Uniti (bandiera) | A     | Ed Nealy             | 1960 | 201  | 108       |

## Staff tecnico
- Allenatore: Don Nelson
- Vice-allenatori: Gregg Popovich, Paul Pressey, Donn Nelson
- Preparatore atletico: Tom Abdenour
- Preparatore fisico: Mark Grabow